# Belly to Belly
Belly to Belly è il quinto album in studio del gruppo musicale statunitense Warrant, pubblicato il 1º ottobre 1996 dalla CMC International.

## Il disco
Il disco vede l'ingresso in formazione dell'ex batterista dei Beggars & Thieves, Bobby Borg, che sostituisce James Kottak. La copertina adotta il nuovo nome di "Warrant 96" (che stava a significare il cambio di direzioni musicali della band). L'album continua sulla scia delle sonorità alternative/grunge del precedente Ultraphobic.

## Tracce
1. In the End (There's Nothing) – 3:11
2. Feels Good – 2:50
3. Letter to a Friend – 4:33
4. A.Y.M. – 2:49
5. Indian Giver – 4:54
6. Falling Down – 3:56
7. Interlude # 1 – 0:11
8. Solid – 3:13
9. All 4 U – 3:39
10. Coffee House – 4:37
11. Interlude # 2 – 0:17
12. Vertigo – 2:35
13. Room with a View – 2:59
14. Nobody Else – 4:13

## Formazione
- Jani Lane – voce
- Rick Steier – chitarra
- Erik Turner – chitarra
- Jerry Dixon – basso
- Bobby Borg – batteria
- Danny Wagner – tastiere